# 山北つぶらの公園

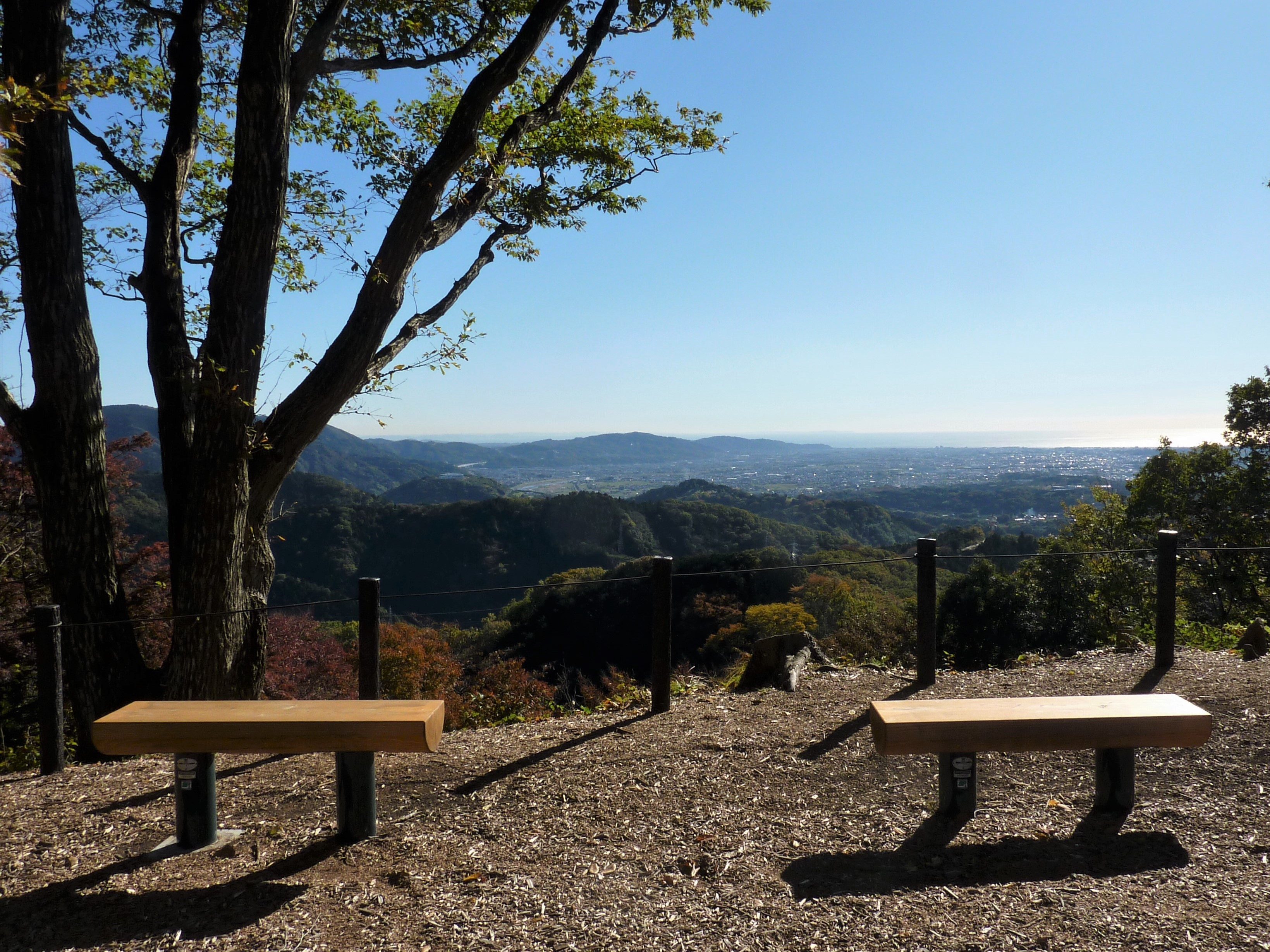
「つつじ山展望広場」から望む足柄平野

山北つぶらの公園（やまきたつぶらのこうえん）は、神奈川県足柄上郡山北町都夫良野にある神奈川県立の都市公園（広域公園）である。

## 主な施設
- さくら山展望広場
- つつじ山展望広場（鐘ヶ塚砦跡）
- 里の広場
- ローラー滑り台
- アスレチック遊具
- 自然散策路
- 駐車場
- 公園管理事務所

## 交通
- 東名高速道路「大井松田インターチェンジ」から車で約20分。
- JR御殿場線「谷峨駅」から徒歩約60分。
- 富士急モビリティ 松62系統 嵐入口停留所から徒歩約45分。

## 周辺
- 都夫良野地蔵堂
- 大野山
- 東名高速道路都夫良野トンネル - 下り線右ルート・左ルートのトンネルが公園の下を通る。